# Dild
Dild (Anethum graveolens) er en enårig urt af skærmplante-familien. Dild er i familie med fennikel og persille, og dens blade har store lighedstræk med fennikel. Planten kan blive op til en meter høj. Det er den eneste art i slægten Anethum.

## Anvendelse
Dild er en almindelig dyrket krydderurt og medicinplante, hvis unge finfligede, friske blade anvendes i salater og fiskeretter samt som garniture. Senere på sommeren anvendes de modne dildskærme som krydderi ved bl.a. syltning af agurker. 

## Udbredelse
Dild stammer oprindelig fra Centralasien og planten er vildtvoksende i Mellemøsten. Planten kendes helt tilbage fra det gamle Egypten. Herfra bredte den sig til Grækenland, Rom og det øvrige Europa. I dag anvendes dild først og fremmest i Nord-, Mellem- og Østeuropa, mens den kun anvendes i minimalt omfang i Middelhavsområdet.

## Billeder
- Dild anvendt til at smagsgive akvavit
- Dildfrø
- Dildskærme anvendt som krydderi i syltede asier.